# Aldwych

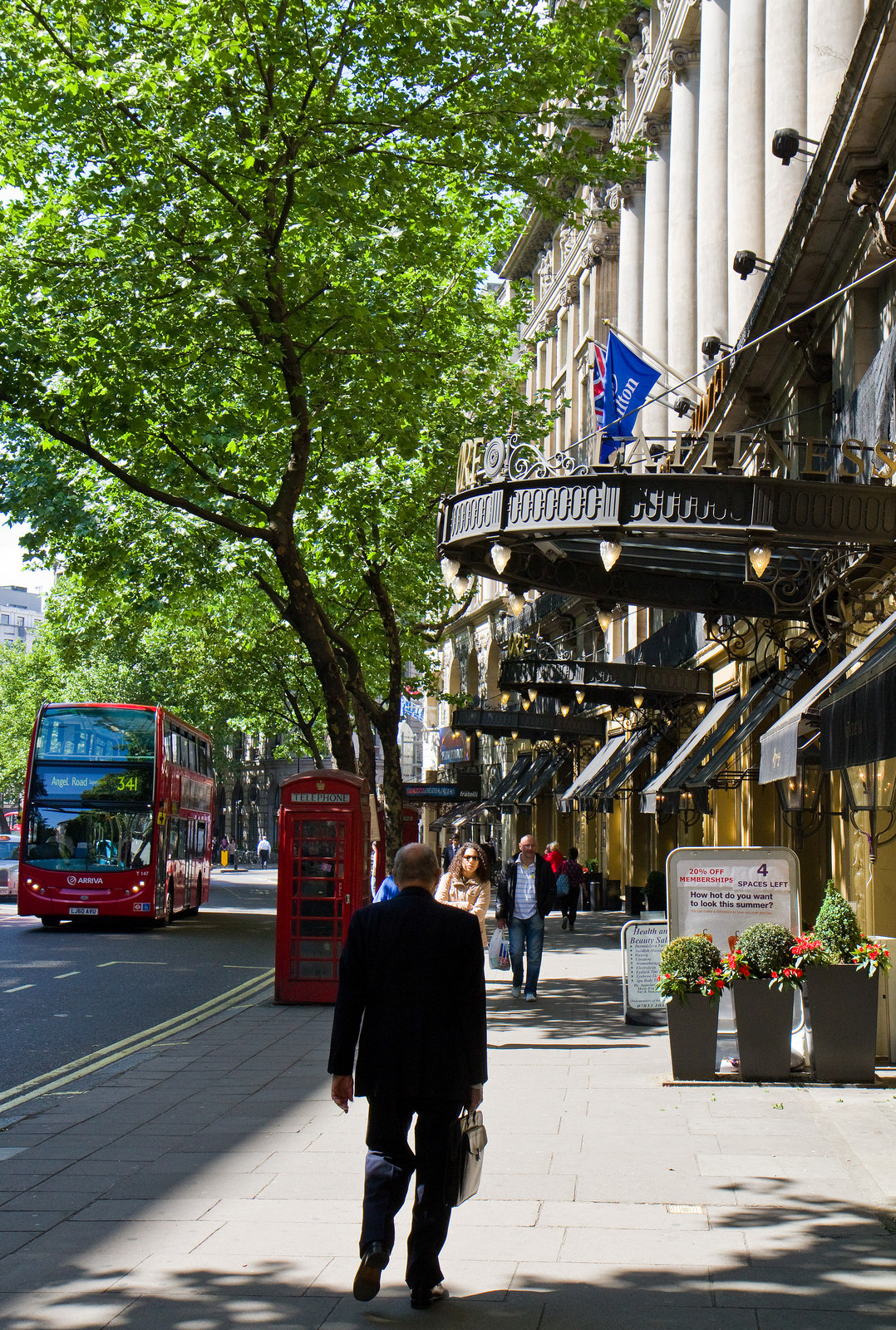
Parte de Aldwych en 2011.

Aldwych (pronunciación en inglés: /ˈɔːldwɪtʃ/) es una calle situada en la Ciudad de Westminster de Londres, Reino Unido, y también el nombre de la zona que la rodea. Esta corta calle se sitúa un kilómetro al noreste de Charing Cross y forma parte de la carretera A4, que conduce desde Londres a Avonmouth, Bristol. La zona de Aldwych forma parte del Northbank Business Improvement District. Es conocido por albergar varios lugares de interés y por dar su nombre a una estación cercana del metro, en la que se han grabado numerosas escenas de películas y programas de televisión.

## Descripción
La calle Aldwych es un crescent conectado a Strand en sus dos extremos. Forma parte de la carretera A4 y por ella circula el tráfico en dirección única, hacia el este. Otras calles adyacentes a Aldwych son Drury Lane, Kingsway, India Place y Melbourne Place. Algunos edificios de interés situados en ella son:
- El Aldwych Theatre, inaugurado en 1905
- El Novello Theatre, inaugurado en 1905
- India House, la Alta Comisión de la India en Londres
- Australia House, la Alta Comisión de Australia en Londres
- The Waldorf Hilton, hotel que abrió sus puertas en 1908
- El ME Hotel, diseñado por Richard Rogers
- El restaurante y bar One Aldwych
- Connaught House, Columbia House, Aldwych House y Clement House, edificios de la London School of Economics
- Bush House, King House, Melbourne House y Strand House, antigua sede del Servicio Mundial de la BBC desde 1941 hasta 2012, actualmente forman parte del Campus de Strand del King's College de Londres

Entre los edificios demolidos se encuentran:
- Gaiety Theatre, que se inauguró en 1864 y cerró en 1939
- Television House, antigua sede de Independent Television News

Frente a Aldwych, en Strand, está la estación de metro de Aldwych, que se llamaba originalmente Strand. La estación de Aldwych se cerró en 1994, pero desde entonces se ha usado para grabar escenas de varias películas y series de televisión.

## Historia
En el siglo VII, se fundó un pueblo comercial anglosajón llamado Lundenwic («pueblo comercial de Londres») aproximadamente una milla al oeste de Londinium, en lo que es actualmente Aldwych. Lundenwic probablemente usaba la desembocadura del río Fleet como puerto o fondeadero para los barcos pesqueros y mercantes.
Después de que Alfredo el Grande reconstruyera las fortificaciones de Londres a finales del siglo IX, la antigua Londinium pasó a llamarse Lundenburh, y Lundenwic, que estaba abandonado en su mayor parte, pasó a llamarse Ealdwic (que significa «antiguo pueblo comercial» o «antiguo mercado»). En 1211 su nombre se registró como Aldewich.

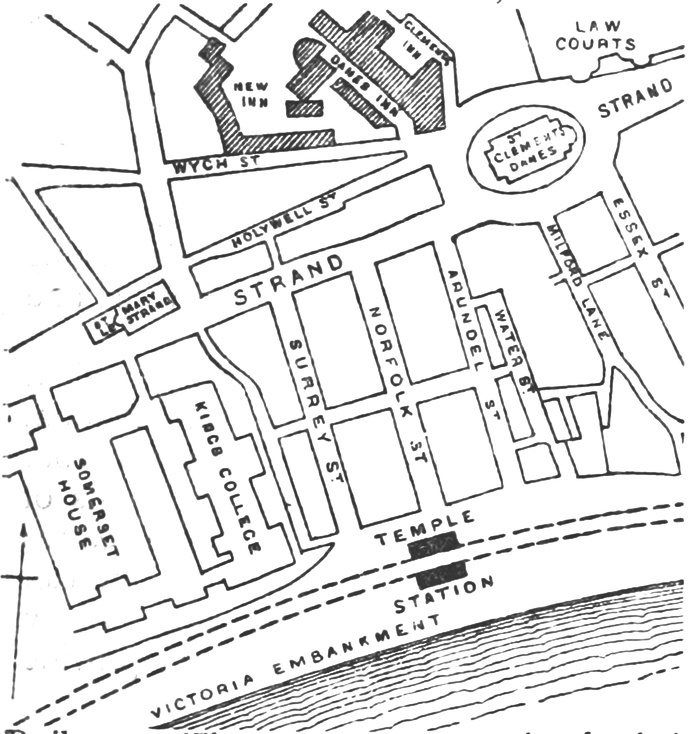
Mapa de 1888 que muestra Aldwych antes de la construcción de la calle actual. La parte este de la nueva calle atraviesa la zona justo al norte de Wych Street.

Lundenwic fue «redescubierta» en los años ochenta después de que los resultados de extensas excavaciones hicieran que se concluyera que la zona tuvo carácter urbano. A esta conclusión llegaron independientemente los arqueólogos Alan Vince y Martin Biddle. Excavaciones recientes en la zona de Covent Garden han descubierto un extenso asentamiento anglosajón que cubre unas sesenta hectáreas y se extiende desde la actual National Gallery al oeste hasta Aldwych al este. Como el centro neurálgico de la ciudad, Lundenburh, se trasladó de nuevo dentro de las antiguas murallas romanas, el antiguo asentamiento de Lundenwic recibió el nombre de ealdwic, «antiguo asentamiento», nombre que evolucionó en Aldwych.
La calle actual se creó en una intervención de principios del siglo XX que conllevó la demolición de la antigua Wych Street y la construcción de Australia House (entre 1913 y 1918) y Bush House (completada en 1925). En 1905 se instaló una estatua del primer ministro del siglo XIX William Ewart Gladstone cerca de la iglesia de St Clement Danes, en el extremo este de Aldwych.
En 1906 abrió sus puertas la estación de tranvía de Aldwych por debajo de Kingsway, y cerró en 1952. En 1907 se inauguró la estación de metro de Aldwych en Strand frente a Aldwych; cerró en 1994.
El 18 de febrero de 1996, se detonó prematuramente una bomba en un autobús de la ruta 171 que circulaba por Aldwych, causando la muerte de Edward O'Brien, el agente del IRA que transportaba el artefacto, e hiriendo también a varios pasajeros del autobús.